# 静岡県道386号小笠掛川線
静岡県道386号小笠掛川線（しずおかけんどう386ごう おがさかけがわせん）は、静岡県菊川市上平川から同県掛川市上内田を結ぶ一般県道である。

## 概要

### 路線データ
- 1982年（昭和57年）10月30日、認定[1]（同年11月1日付で廃止された静岡県道238号掛川相良線の区域の一部に相当[2][3]）
- 起点：菊川市上平川（静岡県道37号掛川浜岡線交点）
- 終点：掛川市上内田（静岡県道38号掛川大東線交点）

## 通過自治体
- 静岡県
  - 菊川市 - 掛川市

## 重複区間
- 静岡県道79号吉田大東線（約1.5km）

## 沿線の施設他
- 応声教院（のんべえ地蔵）